# Thespesiopsyllidae
Thespesiopsyllidae är en familj av kräftdjur. Thespesiopsyllidae ingår i ordningen Siphonostomatoida, klassen Maxillopoda, fylumet leddjur och riket djur.